# Konstal 805N-ML
Konstal 805N-ML (nazwa potoczna Woltan) – modernizacja wagonów 805N wykonana w 1999 i od 2012 r. przez MPK Łódź.

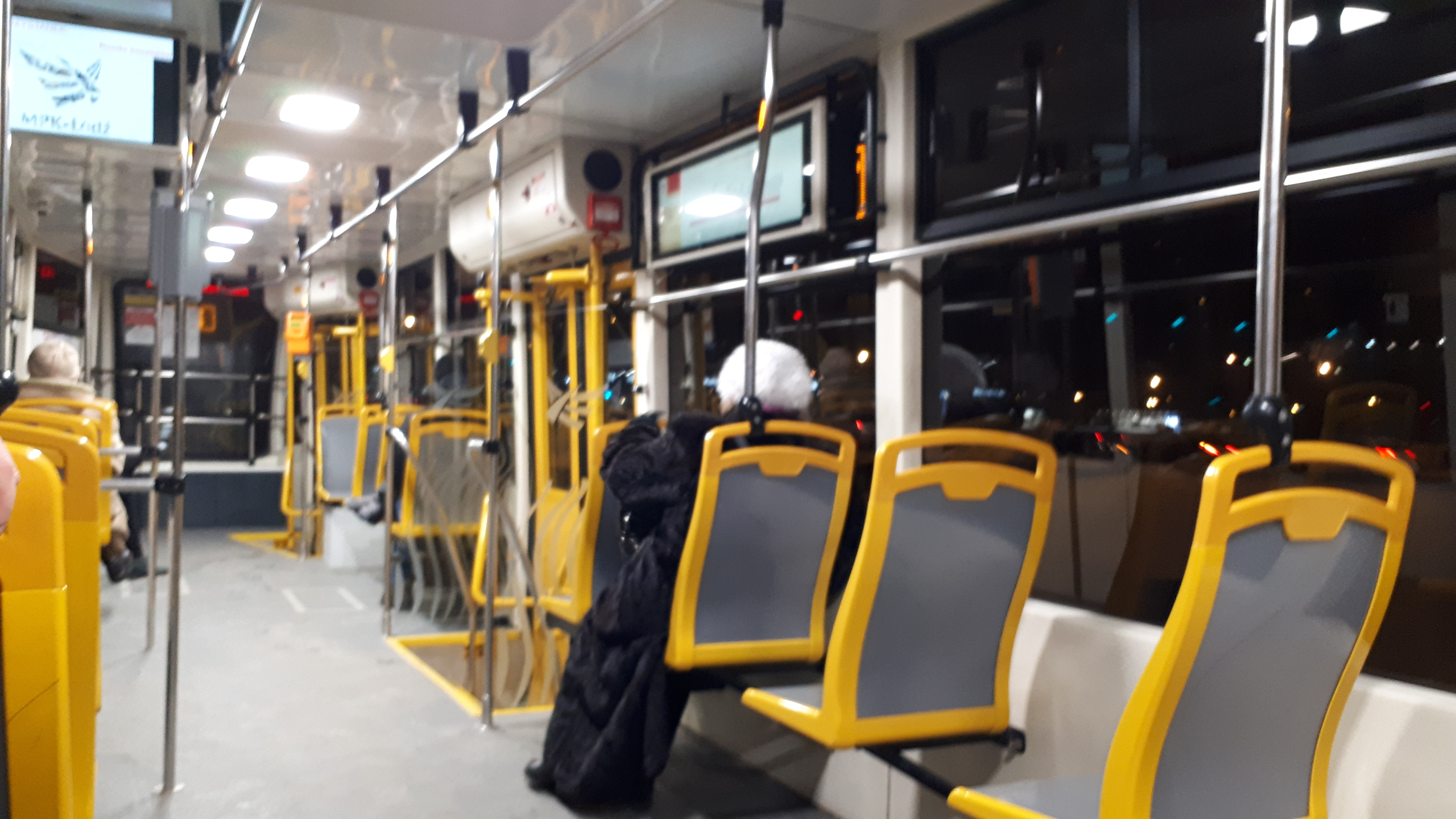
Wnętrze wagonu

Składy posiadają ręczny zadajnik jazdy. MPK- Łódź wraz z ZAE Woltan wymieniło całą aparaturę elektryczną. Wagony wyposażono w cztery silniki prądu stałego (chopperowe). Do czasu remontu w 2011 roku starszy wagon niewiele różnił się wyglądem wewnętrznym od 805N-Elin (nie posiadał tylko wyświetlaczy). W 2012 MPK Łódź rozpoczęło modernizację wagonów z zastosowaniem designu zbliżonego do nowych 805N-Enika.

## Eksploatacja
Woltany modernizowane od 2012 roku trafiały na zajezdnię Telefoniczna a od 2015 (skład 2900+2901) na zajezdnię Chocianowice.

## Modernizacja wagonów 1936+1937

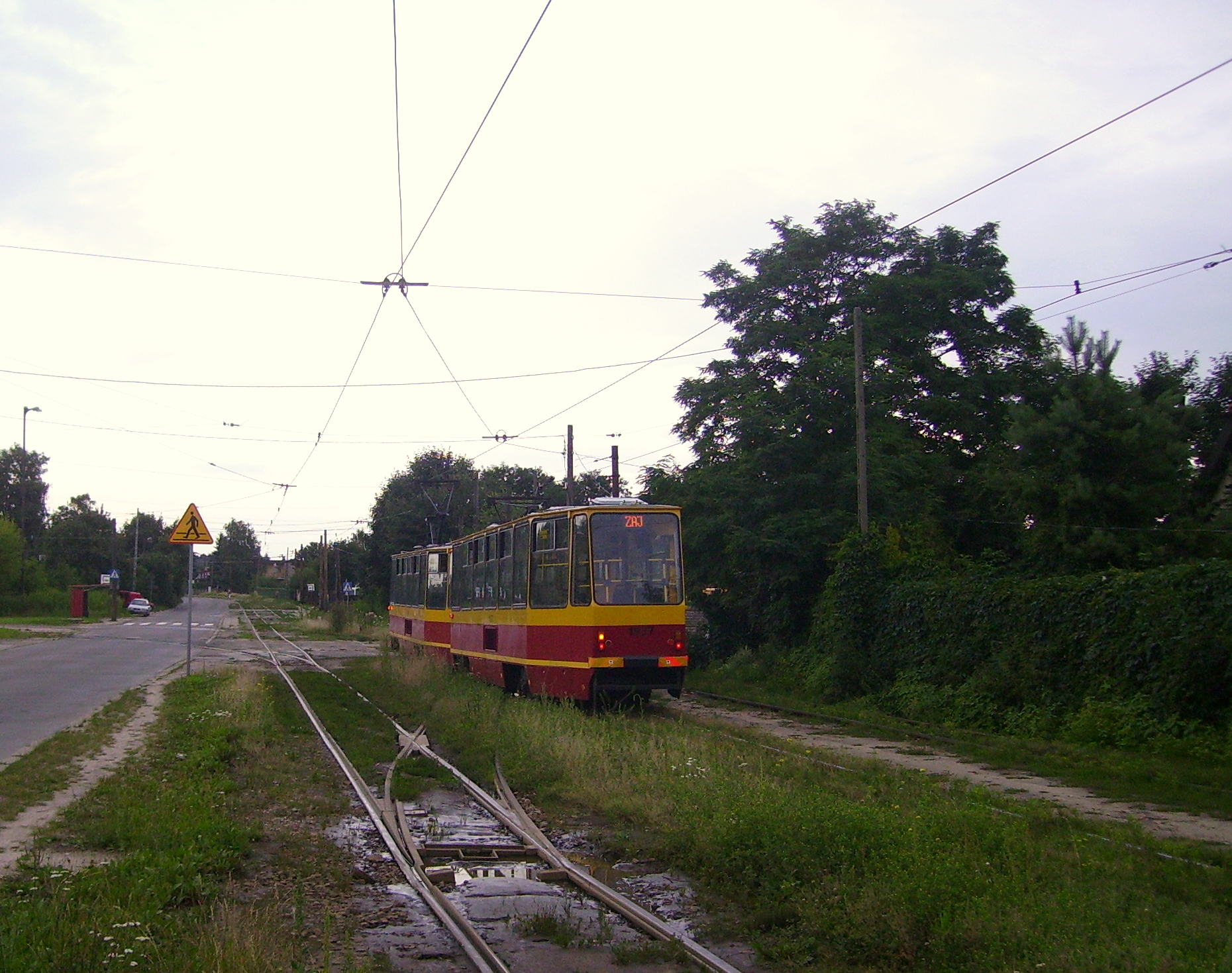
Skład wagonów 1936+1937

Pierwszy skład wagonów 1936+1937 jeszcze jako typ 805NS został wyprodukowany w 1990 roku w Konstalu. Następnie w 1999 roku przeszedł modernizację z zastosowaniem aparatury ZAE Woltan. W tym czasie zrezygnowano jednak z modernizacji kolejnych składów do tego standardu. Skład Woltanów 1936+1937 nie sprawował się idealnie i był awaryjny. Sporo czasu przestał w zajezdni Telefoniczna. W 2010 roku doczekał się remontu, w którym zakres przeprowadzonych prac był zasadniczo odmienny od powszechnie przyjętego kanonu remontowego. Pozostawiono aparaturę firmy Woltan, ale zmodyfikowano pewne detale w osprzęcie elektrycznym. Z dachu obu wagonów zniknęły skrzynie opornikowe, w pierwszym wagonie zabudowano nową szafę aparaturową i zmieniono jej kolor z niebieskiego na szary. Zamontowano też nowy, szary pulpit motorniczego, pozostawiono ręczny zadajnik jazdy. W drugim wagonie zlikwidowano kabinę motorniczego. Tym samym była to pierwsza w Łodzi doczepa czynna ze starymi czołami wagonu. Wózki i silniki pozostawiono te same. Pudła wagonów z zewnątrz odmalowano bez malowania drzwi, zlikwidowano zewnętrzne listwy ozdobne a w ich miejscu naklejono żółte pasy. W środku pozostawiono stare fotele, nagrzewnice i wyposażenie, założono nowe laminaty. W wagonie 1936 pozostawiono z przodu gniazda KOL, pomiędzy wagonami zastosowano gniazda Weidmuller, z tyłu 1937 gniazda KOL zlikwidowano. Wagony wyposażono w system informacji pasażerskiej i diodowe wyświetlacze. 10 stycznia 2011 odbyła się jazda próbna składu, jeszcze bez numerów taborowych, natomiast premiera liniowa odbyła się na linii 10 w dokładnie dwa tygodnie później. W lipcu 2024 roku skład 1936+1937 wycofano z eksploatacji.

## Nowe modernizacje od 2012 r.

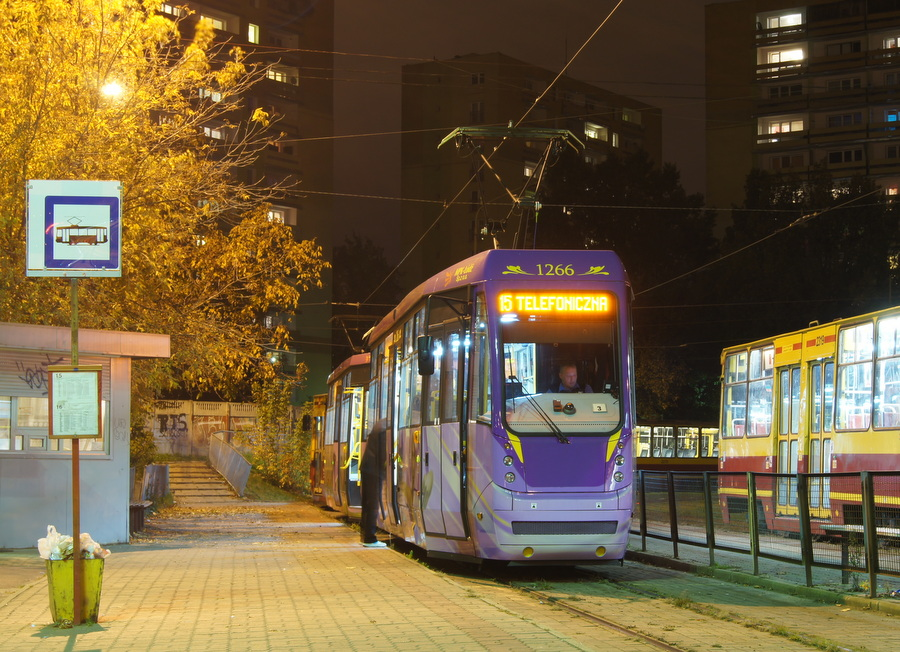
Modernizacja MPK Łódź Woltan 1266+1267 przed przemalowaniem w barwy łódzkie.

W 2012 roku MPK rozpoczęło dalszą modernizację składów 805Na z zastosowaniem aparatury ZAE Woltan, taką samą jak poprzednik 1936+1937. Wśród Woltanów wyróżniał się skład 1266+1267 który posiadał charakterystyczne fioletowe graffiti. W 2018 roku został przemalowany w barwy zakładowe, identyczne z pozostałymi wagonami Woltan. Modernizację tramwajów liniowych zakończono w 2019 r. W następnych latach zmodernizowano jeszcze kilka wagonów na cele techniczne również z użyciem aparatury Woltana.